# Бойня в Дахау
Бойня в Дахау — военное преступление, инцидент расправы над немецкими военнопленными солдатами со стороны армии США и узников лагеря. Произошла в районе концентрационного лагеря Дахау (близ города Дахау, Германия) 29 апреля 1945 года, во время Второй мировой войны, после занятия концлагеря американскими войсками из 45-й дивизии пехоты США, входящей в состав 7-й армии, которые убили охранников лагеря, сдавшихся им в плен без оказания сопротивления.
Инцидент произошёл после того, как подразделения армии США вошли на территорию концлагеря Дахау. Прежде чем солдаты вошли в концлагерь, они обнаружили за его пределами 40 вагонов без крыш, наполненных человеческими трупами на поздних стадиях разложения; по внешнему виду было ясно, что на момент смерти эти люди находились в состоянии крайнего истощения. Ещё больше мёртвых тел было обнаружено непосредственно около лагеря. Некоторые из них были умерщвлены за несколько часов или дней до захвата концлагеря и лежали там, где умерли. Также сообщалось, что был обнаружен целый ряд цементных строений, содержавших комнаты, наполненные до потолков обнажёнными или едва одетыми трупами, угольные крематории и газовые камеры.

## Капитуляция
Согласно Гарольду Маркузе, комендант лагеря гауптштурмфюрер СС Мартин Вайс вместе с охранниками лагеря и гарнизонами СС бежал из концлагеря до прихода американских войск. За главного оставался унтерштурмфюрер СС Генрих Виккер (убит после капитуляции); он имел в своём распоряжении примерно 560 сотрудников. Они были служащими дисциплинарной части СС и солдатами венгерских подразделений войск СС.

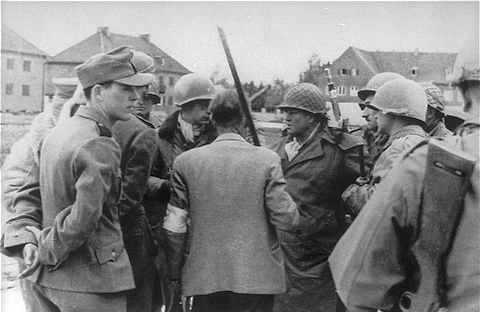
Эсэсовцы ведут переговоры с генералом Хеннингом Линденом во время освобождения концентрационного лагеря Дахау. Изображены слева направо: унтерштурмфюрер СС Генрих Виккер, руководитель концлагеря и его помощник, Пауль Леви, бельгийский журналист (в каске), доктор Виктор Маурер (сзади), генерал Хеннинг Линден (в каске) и некоторые американские солдаты.

29 апреля 1945 года концлагерь Дахау был передан генералу Линдену из 42-й пехотной дивизии армии США от унтерштурмфюрера Виккера. По словам Линдена, он взял под свой контроль концлагерь, после чего посетил концлагерь с группой журналистов (в том числе Маргаритой Хиггинс). Капитуляция описана бригадным генералом Хеннингом Линденом, меморандумом генерал-майора Гарри Дж. Коллинза, озаглавленным «Доклад о капитуляции концентрационного лагеря Дахау»:
Когда мы подошли к юго-западному углу, трое выступили с белым флагом. Мы встретились с ними около 70 метров к северу от юго-западного угла. Эти три человека были представитель Швейцарского Красного Креста Виктор Маурер и двое солдат СС, которые сказали, что они комендант лагеря и его помощник. Они приехали сюда в ночь на 28-е взять на себя полномочия для сдачи концлагеря наступающим американцам. Представитель Швейцарского Красного Креста сказал, что в концлагере остались около 560 охранников СС, которые сложили оружие, за исключением тех, что в башне… Он попросил, чтобы не было никаких выстрелов, и сказал, что понадобится около 50 человек, чтобы вызволить охранников, поскольку там было 42 000 заключённых, многие из которых заражены тифом… Он спросил, офицер ли я. Я ответил: «Я помощник командира дивизии 42-й пехотной дивизии и буду принимать капитуляцию концлагеря перед армией Соединённых Штатов…» (подполковник Феликс Л. Спаркс)

## Расправа

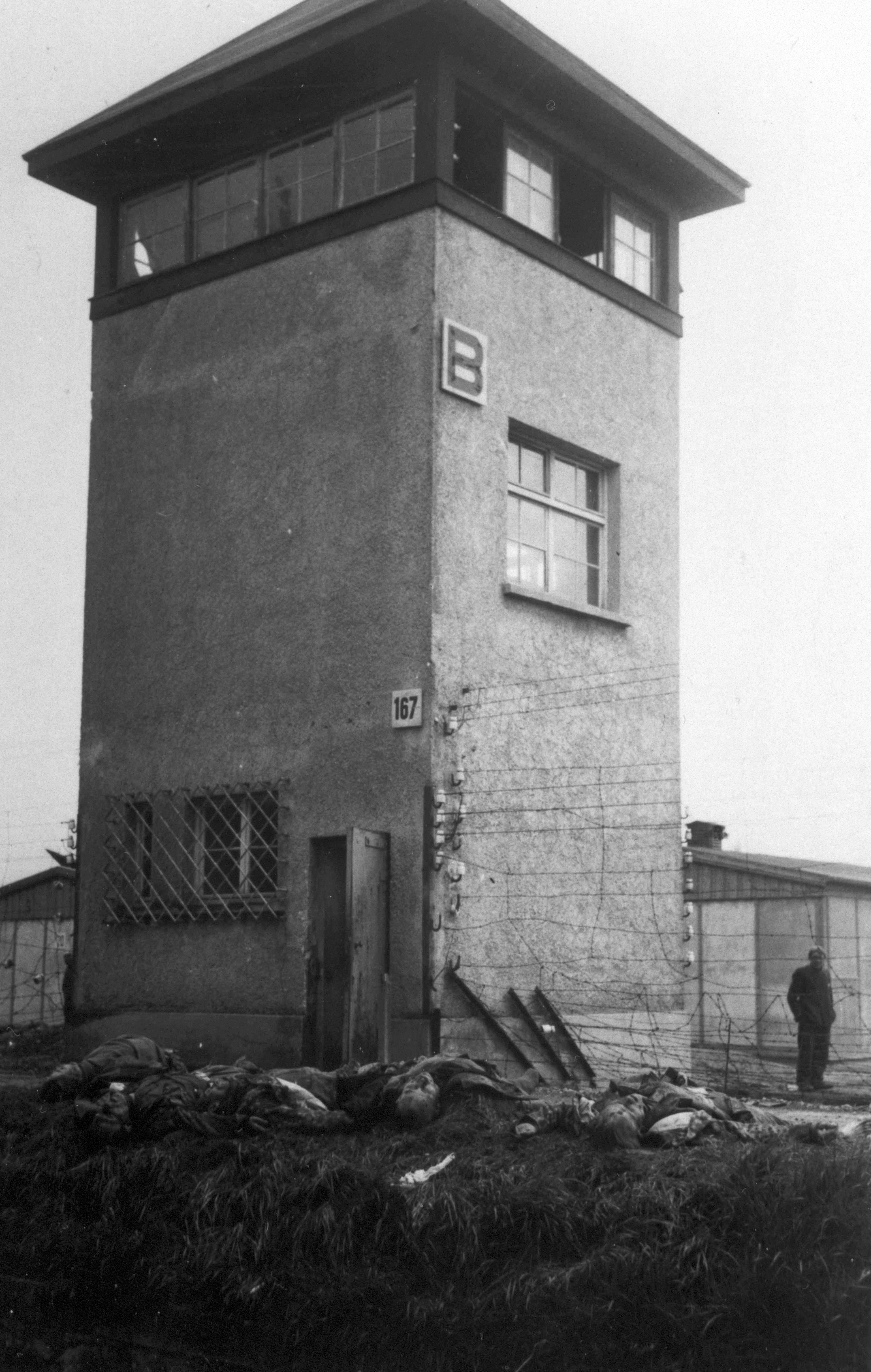
На снимке видны лежащие у основания башни Б тела шестерых охранников.

Согласно материалам американского военного расследования, проведённого подполковником Джозефом Уитакером, показания полковника Говарда Бюхнера (в то время старший лейтенант 3-го батальона 157-го пехотного полка армии Соединённых Штатов), данные Уитакеру 5 мая 1945, не противоречили показаниям Феликса Л. Спаркса. Бюхнер показал под присягой, что около 16:00 он прибыл во двор, где были расстреляны немецкие солдаты, и что он «увидел 15 или 16 убитых и раненых немецких солдат, лежащих вдоль стены». Он отметил, что некоторые из раненых всё ещё двигались, но он их не осматривал. Он ответил «так точно» на вопрос, являлся ли он в то время врачом 3-го батальона, и не знал, оказывалась ли раненым какая-либо медицинская помощь.
Согласно книге Бюхнера издания 1986 года «Дахау: час мстителя. Свидетельство очевидца», американские войска убили 560 немецких солдат, в том числе 346 убитых по приказу 1-го лейтенанта Джека Бушихеда (англ. Jack Bushyhead), в предполагаемом массовом расстреле на угольном дворе через несколько часов после первой стрельбы в госпитале. Бюхнер не был очевидцем предполагаемого инцидента, и его показания под присягой в официальном отчете расследования не включали упоминание второй стрельбы. Дэвид Л. Израэль (англ. David L. Israel) обсуждает эти показания в своей книге «The Day the Thunderbird Cried»:
Неточности Бюхнера и произвольное использование цифр, при ссылке на неверный рассказ о полной ликвидации всех войск СС в Дахау, охотно приняты ревизионистскими организациями и использованы для искажения истории Дахау.
После инцидента у госпиталя стрельба была остановлена, и некоторые американские солдаты якобы дали несколько пистолетов ныне освобождённым заключённым. Они заявили очевидцам, что освобождённые заключенные пытали и убили нескольких пленных немецких солдат, как эсэсовцев, так и из регулярных войск, некоторых забили до смерти лопатами и другими инструментами. Некоторое число «капо» (надзирателей из числа заключённых, сотрудничавших с администрацией лагеря), были также растерзаны заключёнными.

## Расследование

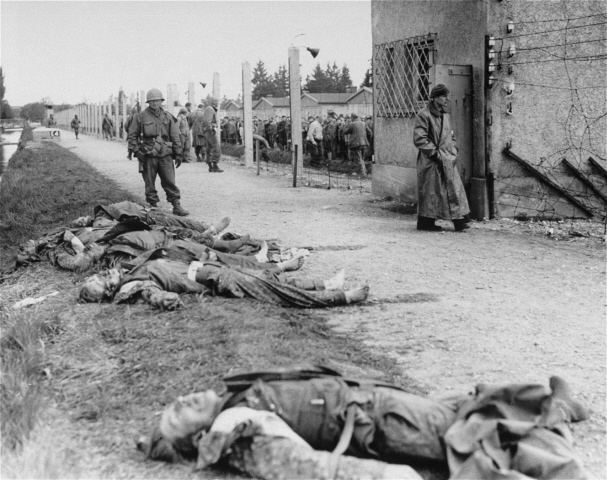
Крупным планом показаны лежащие у основания башни трупы солдат СС из числа персонала концлагеря в камуфляжной форме.

8 июня 1945 года подполковник Джозеф Уитакер опубликовал доклад под названием «Расследование предполагаемого жестокого обращения с немецкими охранниками в Дахау», также известный как «I. G. Report». В 1991 году архивная копия была найдена в Национальном архиве в Вашингтоне и обнародована.
Уитакер сообщил, что у заднего входа в концлагерь лейтенант Уильям П. Уолш, командир роты «I» 157-го пехотного полка, застрелил находившихся в вагоне четверых немецких солдат, заявивших о своём намерении сдаться в плен, после чего рядовой Альберт С. Прюитт залез в вагон через окно и добил раненых.
По прибытии в Дахау лейтенанты Уолш и Бушихед организовали разделение военнопленных на военнослужащих Вермахта и тех, кто состоял в СС, после чего эсэсовцы были расстреляны из различных видов оружия.
В результате расследования американского военного трибунала в отношении тех, кто участвовал в бойне, в том числе командира батальона подполковника Феликса Л. Спаркса, полковника Говарда Бюхнера (был отмечен в докладе как не исполнявший обязанности и не оказавший медицинской помощи раненым эсэсовцам) были выдвинуты обвинения. Тем не менее, генерал Джордж Паттон, назначенный губернатором Баварии, отклонил все обвинения.

## В культуре
Главный герой фильма «Остров проклятых», бывший федеральный маршал США, страдает от кошмаров, вспоминая завалы трупов, увиденные при освобождении Дахау. Также он вспоминает факт расстрела охраны лагеря и называет это убийством, а не войной.